# Пулево (дем Синтика)
 Тази статия е за селото във Валовищко.  За изселеното драмско село вижте Пулово.  За селото в Ксантийско вижте Пулево (дем Мустафчово).
Пу̀лево, още Пу̀лово или Пу̀льово (на гръцки: Θερμοπηγή, Термопиги, до 1926 година: Πούλιοβον, Πούλιοβο, Пульовон, Пульово), е село в Гърция, дем Синтика на област Централна Македония.

## География
Селото е разположено в Сярското поле, на 7 километра северно от демовия център град Валовища (Сидирокастро) в подножието на Сенгелската планина. В землището на Пулево има минерални извори. Северно от селото е манастирът „Света Варвара“.

## История

### Етимология
Според Йордан Н. Иванов името е от личното име Пульо. Новото гръцко име е по минералния извор в селото.

### В Османската империя
Пулево се споменава за първи път в османски подробен регистър от 1464-65 година. Регистрирани са 10 мюсюлмански и 12 немюсюлмански домакинства, както и 3 неженени немюсюлмани и 3 вдовици.
През XIX век Пулево е чисто българско чифликчийско селище, числящо се към Демирхисарска кааза на Серския санджак. В „Етнография на вилаетите Адрианопол, Монастир и Салоника“, издадена в Константинопол в 1878 година и отразяваща статистиката на населението от 1873 година, Пулево чифлик (Poulevo-tchiflik) е посочено като село с 45 домакинства и 140 жители българи.
През 1891 година Георги Стрезов пише:
| „ | Пулово, разположено на ¼ ч. на З. от Радово; чифлик на много притежатели; ¾ ч. до десния бряг на Струма. Поле твърде плодородно. Занимават се още и със скотовъдство. До самото Пулово на ½ час до Струма са Валовишките минерални бани, около които 7-8 стаички за болните и една градинка. В Пулово няма ни черква, ни училище. Селянете са само българе, до 15 къщи. | “ |

Според статистическите изследвания на Васил Кънчов към 1900 година селото брои 280 жители, всичките българи-християни.
Цялото население на Пулево е под върховенството на Българската екзархия. Според статистиката на секретаря на Екзархията Димитър Мишев („La Macédoine et sa Population Chrétienne“) в 1905 година християнското население на Пулево се състои от 182 българи екзархисти.
В 1904/1905 година в българското училище в селото преподава Стоица Велева.

### В Гърция
В 1913 година след Междусъюзническата война селото попада в Гърция. Българското му население се изселва и на негово място са настанени гърци бежанци от Турция. Според преброяването от 1928 година селото е чисто бежанско с 69 бежански семейства с 218 души.

## Личности
Родени в Пулево
- Филип Динев Янев (около 1878 – 1965, Петрич), български революционер, куриер на ВМОРО